# Barry Trost
Barry M. Trost (Filadélfia, 13 de junho de 1941) é um químico estadunidense. É Professor Tamaki de Humanidades e Ciências da Universidade Stanford.
Estudou na Universidade da Pensilvânia, onde obteve o B.A. em 1962. Sua tese de doutorado, The Structure and Reactivity of Enolate Anions, foi obtida no Instituto de Tecnologia de Massachusetts. Foi professor da Universidade do Wisconsin-Madison de 1965 a 1987, quando tornou-se professor da Universidade Stanford.
É conhecido por ter avançado o conceito de eficiência atômica.